# Yane Marques
Yane Marques (n. 7 ianuarie 1984, Afogados da Ingazeira, Pernambuco, Brazilia) este o sportivă ce a reprezentat Brazilia, medaliată olimpică. A participat la 3 ediții ale Jocurilor Olimpice (2008, 2012, 2016) în care a câștigat o medalie de bronz.